# Pfarrkirche St. Veit an der Triesting

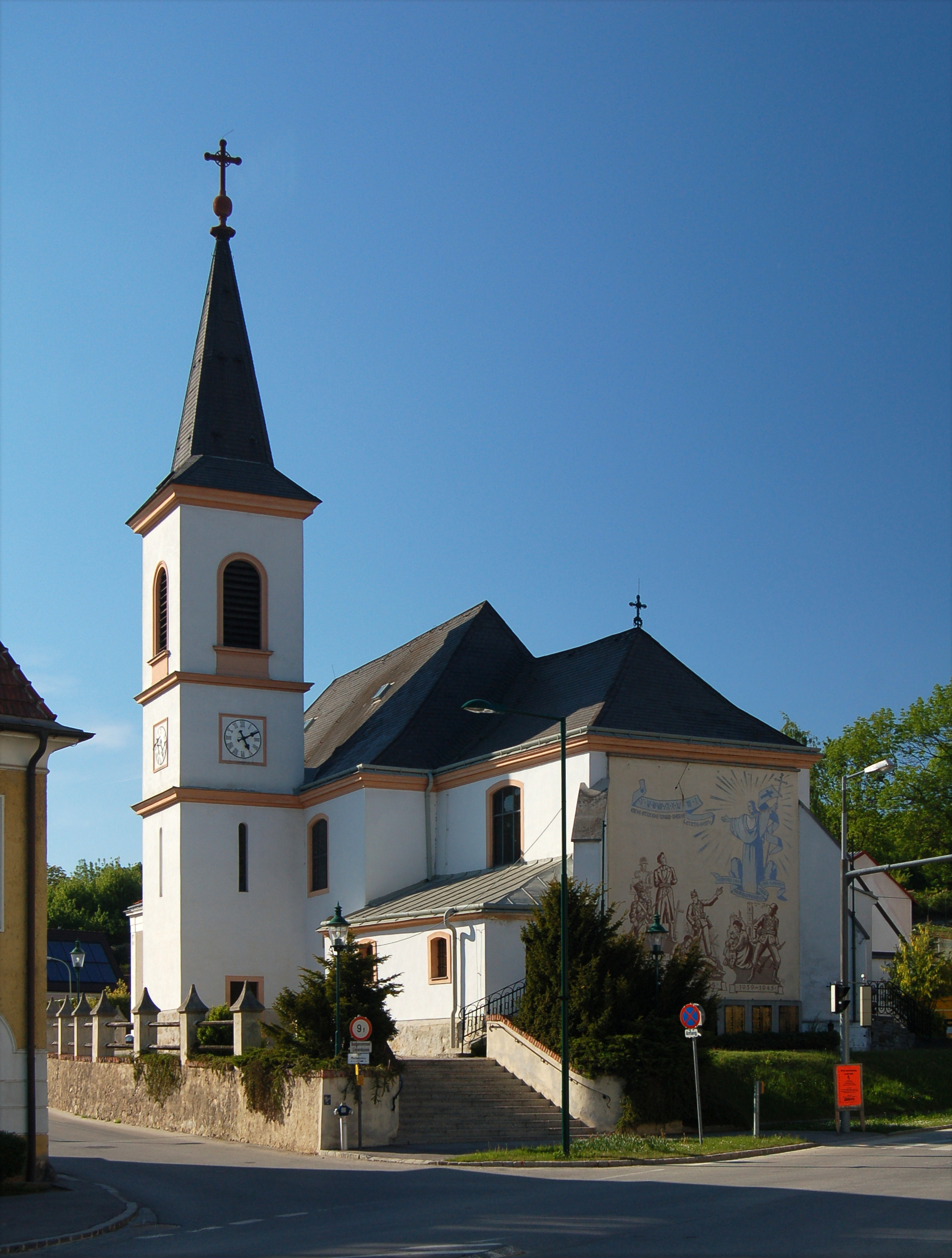
Katholische Pfarrkirche hl. Veit in St. Veit an der Triesting

Die Pfarrkirche St. Veit an der Triesting steht leicht erhöht oberhalb des Hauptplatzes in der Ortschaft St. Veit an der Triesting in der Stadtgemeinde Berndorf im Bezirk Baden in Niederösterreich. Die dem Patrozinium hl. Vitus unterstellte römisch-katholische Pfarrkirche gehört zum Dekanat Pottenstein im Vikariat unter dem Wienerwald der Erzdiözese Wien. Die Kirche steht unter Denkmalschutz (Listeneintrag).

## Geschichte
Urkundlich wurde 1385 eine Pfarre genannt, im Ende des 16. Jahrhunderts zur Pfarre Pottenstein gehörend, 1776 Expositur und 1783 wieder eine selbständig Pfarre.
Der Chorturm wurde 1876 abgetragen und durch einen Südturm ersetzt. 1786 erfolgte eine Erweiterung und Einwölbung des Langhauses durch den Maurermeister Notthaft aus Leobersdorf. 1886 wurde die Sakristei angebaut. 1906 erhielt die Kirche einen Portalvorbau.

## Architektur
Die barocke Saalkirche mit einem gotischen Chor hat einen Südturm.
Das Kirchenäußere zeigt ein schlichtes spätbarockes Langhaus mit Segmentbogenfenstern. Der rechteckige gotische Chor mit einem geraden Schluss zeigt das Wandbild Kriegerdenkmal von Franz Bilko aus 1957 und eine Inschrifttafel für Anton Sartory nach 1805. Der Chor zeigt schräg gestellte abgetreppte Strebepfeiler an den Ecken und hat niedrige seitliche Sakristeianbauten. Der dreigeschoßige Südturm trägt einen Spitzhelm.
Das Kircheninnere zeigt ein zweijochiges barockes Langhaus mit kräftigen polygonalen Wandpfeilern und Gurtbögen mit Platzln überwölbt. Der asymmetrisch eingezogene annähernd quadratische kreuzrippengewölbte Chor aus dem 15. Jahrhundert hat einen leichten Achsenknick nach Norden.
Die Glasmalerei hl. Leopold entstand um 1900.

## Ausstattung
Der Hochaltar sowie der Seitenaltar und die Kanzel wurden aus dem 1784 aufgehobenen Karmeliterkirche Wiener Neustadt hierher übertragen und im Sockel- und Aufsatzbereich verändert.
Der Hochaltar hat einen polychromierten Holzaufbau mit flankierenden übereck gestellten Doppelsäulen unter kräftigen Gebälkkröpfen aus dem zweiten Viertel des 18. Jahrhunderts. Das Hochaltarbild hl. Vitus malte G. Doeringer 1796. Der Hochaltar trägt die Statuen der Heiligen Sebastian und Florian und die beiden Karmelitenheiligen Andrea Corsini und Petrus Thomae. Der Seitenaltar aus dem dritten Viertel des 18. Jahrhunderts ist ein marmoriertes Holzretabel mit flankierenden Pfeilern und einem Volutenaufsatz, er zeigt das Altarbild Mariä Verkündigung in der Art des Johann Baptist Wenzel Bergl um 1770, er trägt über dem Tabernakel einen Glasschrein um 1780/1790 mit einer Wachsbüste Schmerzensmann. Die schlichte Kanzel aus dem dritten Viertel des 18. Jahrhunderts hat einen neogotischen Aufgang.
Die Orgel mit 8 Registern baute Johann M. Kauffmann 1889. Eine Glocke nennt Josef Schweiger 1774.